# Régis Laroche
Pour les articles homonymes, voir Laroche.
Régis Laroche, né en 1970, est un comédien français.

## Biographie
Après le conservatoire régional d’art dramatique de Lyon, Régis Laroche suit les cours de l’École supérieure d’art dramatique du Théâtre national de Strasbourg jusqu’en 1998. Il a entre autres travaillé sous la direction de Guillaume Delaveau, Pauline Bureau et Jean Boillot.
Entre janvier 2017 et décembre 2019, il est comédien permanent au NEST Théâtre, centre dramatique national de Thionville-Lorraine.

## Théâtre
- 1991 : Lulu de Frank Wedekind, mise en scène de Françoise Maimone / Alwa
- 1992 : Adam et Eve de Mikhail Boulgakov, mise en scène d'Anne Courel / Adam
- 1992 : Variations Calderon d'après Pier Paolo Pasolini, mise en scène de Jean-Louis Martinelli / Cité Internationale / Pablo
- 1994 : Le marchand de paix d'après Aristophane, mise en scène de Michel Véricel / Le Chœur
- 1994 : Phèdre de Jean Racine, mise en scène d'Antoine-Laurent Figuière / Hippolyte
- 1995 : Faust de Nikolaus Lenau, mise en scène de Christophe Perton / CDN Privas / Le Récitant
- 1998 : Travaux de sortie de l'école du TNS : Fragments du songe d'après William Shakespeare, mise en scène d'Eric Lacascade - Sorties, studio d'écriture dirigé par Enzo Cormann, mise en scène de Philippe Delaigue / Enzo Cormann
- 1998 : Frôler les pylônes, création collective, mise en scène d'Eric Lacascade
- 1999 : Henry V de William Shakespeare, mise en scène de Jean-Louis Benoît / Théâtre de l'Aquarium / Gower
- 2000 : Cymbeline de William Shakespeare, mise en scène de Philippe Calvario / Théâtre des Amandiers / Cloten
- 2001 : Le balcon de Jean Genet, mise en scène de Jean Boillot / TGP, St Denis / L'Evêque
- 2001 : Le songe d'une nuit d'été de William Shakespeare, mise en scène d'Eric Krugger / Bottom
- 2002 : Philoctète de Sophocle, mise en scène de Guillaume Delaveau / TNT, Toulouse / Philoctète
- 2002 : Comme il vous plaira de William Shakespeare, mise en scène de Jean-Yves Ruf / MC93 Bobigny / Le bouffon
- 2003 : La vie est un songe de Calderón, mise en scène de Guillaume Delaveau / Théâtre des Amandiers / Sigismond
- 2004 : Coriolan de William Shakespeare, mise en scène de Jean Boillot / TGP - St Denis / Aufidius
- 2005 : Richard III de William Shakespeare, mise en scène de Philippe Calvario / Théâtre des Amandiers / Clarence
- 2007 : Massacre à Paris de Christopher Marlowe, mise en scène de Guillaume Delaveau / Les Gémeaux, Sceaux / Henri III
- 2007 : Sganarelle ou le cocu imaginaire de Molière, mise en scène de Catherine Riboli / tournée / Sganarelle
- 2008 : Roméo et Juliette d'après William Shakespeare, mise en scène de Pauline Bureau / Théâtre de la Tempête / Capulet
- 2009 : Vie de Joseph Roulin de Pierre Michon, mise en scène de Guillaume Delaveau / Le Grand T, Nantes
- 2010 : Roberto Zucco de Bernard-Marie Koltès, mise en scène de Pauline Bureau / Théâtre de la Tempête, tournée / Le balèze
- 2010 : Prométhée selon Eschyle d'après Eschyle, mise en scène de Guillaume Delaveau / Théâtre Garonne, Toulouse / Prométhée
- 2011 : Merlin ou la Terre dévastée de Tankred Dorst, mise en scène de Rodolphe Dana / tournée / Gauvain
- 2011 : Comme il vous plaira (As You Like It) de William Shakespeare, mise en scène de Catherine Riboli / Villeneuve-lès-Avignon / Jacques
- 2012 : La Meilleure Part Des Hommes, adaptation du roman de Tristan Garcia, mise en scène de Pauline Bureau / Théâtre de la Tempête / Dominique Rossi (Doumé)
- 2013 : Torquato Tasso de Johann Wolfgang von Goethe, mise en scène de Guillaume Delaveau / Théâtre des Amandiers / Antonio Montecatino
- 2013 : État d'urgence de Falk Richter, mise en scène de Jean-Pierre Berthomier / Théâtre de l'Éphémère, Le Mans / L'homme
- 2014 : Sirènes, mise en scène de Pauline Bureau / Théâtre Dijon Bourgogne / Max
- 2014 : Ainsi se laissa-t-il vivre d'après Robert Walser, mise en scène de Guillaume Delaveau / TNS
- 2015 : Histoires à la noix, mise en scène de Guillaume Delaveau / CDN de Haute-Normandie
- 2015 : Marie Tudor de Victor Hugo, mise en scène de Philippe Calvario / Théâtre La Pépinière
- 2016 : Le Jeu de l'amour et du hasard de Marivaux, mise en scène de Philippe Calvario / Petit Louvre, Avignon / Monsieur Orgon
- 2016 : La Bonne éducation d'Eugène Labiche, mise en scène de Jean Boillot / NEST – CDN de Thionville-Lorraine
- 2017 : La Vie trépidante de Laura Wilson de Jean-Marie Piemme, mise en scène de Jean Boillot / NEST – CDN de Thionville-Lorraine
- 2017 : La Passion de Félicité Barette d'après Trois Contes de Gustave Flaubert, mise en scène de Guillaume Delaveau / NEST – CDN de Thionville-Lorraine - CDN Besançon Franche-Comté
- 2018 : Rose de Régis Laroche / NEST – CDN de Thionville-Lorraine
- 2018 : Les Imposteurs d'Alexandre Koutchevsky, mise en scène de Jean Boillot / NEST – CDN de Thionville-Lorraine / 11 • Gilgamesh Belleville, Avignon 2019
- 2019 : Rêves d'Occident de Jean-Marie Piemme d'après La Tempête de William Shakespeare, mise en scène de Jean Boillot / NEST – CDN de Thionville-Lorraine / Prospero
- 2020 : Le Poisson belge de Léonore Confino, mise en scène d'Aude-Laurence Biver / TOL / Grande Monsieur
- 2021 : N'essuie jamais de larmes sans gants de Jonas Gardell, mise en scène de Laurent Bellambe / CDN de Normandie-Rouen / Paul
- 2023 : Neige, mise en scène de Pauline Bureau / Comédie de Saint-Étienne / Le chasseur[2]

## Filmographie

### Cinéma
- 1997 : De quelle émotion inconnue, documentaire de Françoise Lebrun
- 1998 : Qui sait ?, de Nicolas Philibert
- 2009 : Point de fuite, (court métrage) de Thomas Grenier[3]
- 2012 : Lapsus, court métrage de Sébastien Matuchet
- 2012 : The frenchman, (court métrage) de Jean Decré
- 2015 : Histoire de Judas de Rabah Ameur-Zaïmeche : Ponce Pilate
- 2019 : Terminal Sud de Rabah Ameur-Zaïmeche[4]
- 2023 : Le Gang des bois du temple de Rabah Ameur-Zaïmeche[5]